# Cranachan
Cranachan (výslovnost [ˈkʰɾan̪ˠəxan]) je dezert pocházející ze skotské kuchyně. Připravuje se z tučné šlehačky (double cream) dochucené vřesovým medem a skotskou whisky. Šlehačka se plní do sklenic nebo misek a prokládá se praženými ovesnými vločkami a malinami nebo malinovým pyré. Vločky je také možno předem namočit na noc do whisky. Doporučuje se servírovat cranachan vychlazený.
Předchůdcem tohoto pokrmu bylo crowdie, venkovská snídaně z oslazeného čerstvého sýra smíchaného s ovesnými vločkami. Jeho obměnou byla Atholl brose, hustý nápoj z ovesných vloček uvařených ve vodě, do nichž se přidal med a whisky.
Cranachan je tradičně spojován s měsícem červnem, kdy se sklízejí čerstvé maliny, může se však podávat po celý rok při slavnostních příležitostech jako jsou rodinné oslavy nebo narozeniny Roberta Burnse. Vysloužil si označení „král skotských dezertů“. Podává se také v Buckinghamském paláci; v roce 2023 zveřejnila královská rodina na svém instagramovém účtu recept na cranachan podle palácového šéfkuchaře.
Existuje řada obměn původního receptu, v nichž se používá pomeranč, čokoláda, rum, rozinky nebo lískové oříšky. V prostředí anglické aristokracie vznikla obdobná pochoutka nazvaná Eton mess, která obsahuje šlehačku, ovoce a pusinky.